# 恋するヒトミ
「恋するヒトミ」（こいするひとみ）は、MACOの3枚目のシングル。2017年5月17日にユニバーサルミュージックから発売された。

## 収録曲

### CD
1. 恋するヒトミ
  - 作詞：MACO、作曲：Yousuke Mochida
2. 二人は夢みるマーメイド
  - 作詞：MACO、作曲：Takashi Yamaguchi
3. Story <Cover>
  - 作詞：AI、作曲：2 SOUL

### DVD
1. 恋するヒトミ (Music Video)
2. 恋するヒトミ (Music Video Making）
3. 恋するヒトミ (雑談集)